# Abdellah Haidane
Abdellah Haidane (Hiadna, 28 marzo 1989) è un mezzofondista italiano, finalista agli Europei di Helsinki 2012 e 3 volte campione italiano assoluto indoor.

## Biografia
Nato in Marocco, l'8 febbraio 2012 è stato naturalizzato italiano e risiede a Piacenza. Pratica l'atletica leggera dal 2005.
Due piazzamenti ai campionati italiani allievi del 2006: 5º sui 1500 m e 7º nei 3000 m.
Titolo italiano promesse sui 5000 m nel 2011 con medaglia di bronzo nei 1500 m; vicecampione nazionale indoor sui 1500 m.
Tre medaglie con un titolo nel 2012 agli assoluti: oro sui 3000 m ed argento nei 1500 m al coperto, argento nei 5000 m agli assoluti outdoor.
Partecipa agli Europei di Helsinki in Finlandia terminando nono sui 1500 m.
Campione italiano assoluto indoor sui 3000 m nel 2013 e sui 1500 m si è ritirato in finale; è stato assente agli assoluti di Milano.
Durante il meeting internazionale di Karlsruhe in Germania, ha centrato il minimo sui 3000 m, col tempo di 7'55"86, per gli Europei indoor di Göteborg 2013, dove è uscito in batteria nella stessa specialità.
Nel 2014 agli italiani assoluti indoor prima vince il titolo tricolore sui 1500 m e poi bissa nei 3000 m, ma poi viene squalificato per quattro mesi, in seguito alla sentenza del TNA del CONI. Nello stesso anno agli assoluti di Rovereto giunge quarto sui 5000 m e si ritira sui 1500 m.

## Progressione

### 1500 metri piani
| Stagione | Tempo   | Luogo             | Data      | Rank. Mond. |
| -------- | ------- | ----------------- | --------- | ----------- |
| 2014     | 3'47"65 | Milano            | 19-9-2014 |             |
| 2013     | 3'41"96 | Rieti             | 8-9-2013  |             |
| 2012     | 3'39"11 | Busto Arsizio     | 19-5-2012 | 163º        |
| 2011     | 3'43"00 | Pavia             | 8-5-2011  |             |
| 2010     | 3'43"03 | Gavardo           | 22-5-2010 |             |
| 2009     | 3'57"26 | Lodi              | 4-7-2009  |             |
| 2008     | 3'58"88 | Chiari            | 5-7-2008  |             |
| 2006     | 4'06"14 | Alessandria       | 15-7-2006 |             |
| 2005     | 4'21"57 | Marina di Carrara | 11-9-2005 |             |

### 3000 metri piani indoor
| Stagione | Tempo   | Luogo     | Data      | Rank. Mond. |
| -------- | ------- | --------- | --------- | ----------- |
| 2014     | 7'48"60 | Genova    | 8-2-2014  |             |
| 2013     | 7'55"86 | Karlsruhe | 2-2-2013  | 20º         |
| 2012     | 7'54"73 | Ancona    | 14-1-2012 | 55º         |

### 5000 metri piani
| Stagione | Tempo    | Luogo               | Data      | Rank. Mond. |
| -------- | -------- | ------------------- | --------- | ----------- |
| 2014     | 13'37"32 | Rovereto            | 2-9-2014  |             |
| 2013     | 15'16"35 | Sulmona             | 29-9-2013 |             |
| 2012     | 14'01"55 | Bressanone          | 7-7-2012  |             |
| 2011     | 14'08"23 | Colle di Val d'Elsa | 25-9-2011 |             |
| 2009     | 14'48"22 | Brescia             | 9-9-2009  |             |
| 2008     | 15'26"64 | Pavia               | 22-5-2008 |             |

## Palmares
| Anno | Manifestazione | Sede     | Evento       | Risultato | Prestazione | Note  |
| ---- | -------------- | -------- | ------------ | --------- | ----------- | ----- |
| 2012 | Europei        | Helsinki | 1500 m piani | 9º        | 3'47"79     | [ 3 ] |
| 2013 | Europei indoor | Göteborg | 3000 m piani | Batteria  | 8'03"20     | [ 4 ] |

## Campionati nazionali
- 1 volta campione italiano assoluto indoor dei 1500 m piani (2014)
- 2 volte campione italiano assoluto indoor dei 3000 m piani (2012, 2013)
- 1 volta campione italiano promesse dei 5000 m piani (2011)

2006
- 5º ai campionati italiani allievi (Fano), 1500 m piani - 4'06"33[5]
- 7º ai campionati italiani allievi (Fano), 3000 m piani - 9'01"78[6]

2011
- Argento ai campionati italiani allievi-juniores-promesse indoor (Ancona), 1500 m piani - 3'54"17[7]
- Bronzo ai campionati italiani juniores e promesse (Bressanone), 1500 m piani - 3'53"34[8]
- Oro ai campionati italiani juniores e promesse (Bressanone), 5000 m piani - 14'26"42[9]

2012
- Oro ai campionati italiani assoluti indoor (Ancona), 3000 m piani - 8'11"71[10]
- Argento ai campionati italiani assoluti indoor (Ancona), 1500 m piani - 3'44"79[11]
- Argento ai campionati italiani assoluti (Bressanone), 5000 m piani - 14'01"55[12]

2013
- In finale ai campionati italiani assoluti indoor (Ancona), 1500 m piani - dnf[13]
- Oro ai campionati italiani assoluti indoor (Ancona), 3000 m piani - 8'00"97[14]

2014
- Oro ai campionati italiani assoluti indoor (Ancona), 1500 m piani - 3'44"26[15]
- In finale ai campionati italiani assoluti (Rovereto), 1500 m piani - dnf[16]
- 4º ai campionati italiani assoluti (Rovereto), 5000 m piani - 14'14"92[17]

## Altre competizioni internazionali
2008
- 19º alla Mezza maratona di Piacenza ( Piacenza) - 1h16'44"

2010
- 8º alla Mezza maratona di Gualtieri ( Gualtieri) - 1h05'52"
- Bronzo alla DeejayTen ( Milano) - 30'33"
- 9º alla Straconi Golden Run ( Cuneo) - 30'36"
- Argento al Palio del Drappo Verde ( Verona) - 30'42"

2011
- 8º al Giro al Sas ( Trento) - 29'34"
- Argento alla Stralugano ( Lugano) - 30'59"

2012
- 19º al Giro al Sas ( Trento) - 30'52"
- Argento alla Stralugano ( Lugano) - 30'59"
- 16º al Giro Podistico Internazionale di Rovereto ( Rovereto), 9,63 km - 30'15"

2014
- 21º al Giro al Sas ( Trento) - 31'46"
- 12º al Giro Podistico Internazionale di Rovereto ( Rovereto), 9,63 km - 29'17"